# Andreas Mollandin
Andreas Mollandin (* 4. August 1964 in Elz-Malmeneich) ist ein ehemaliger deutscher Hockeyspieler.
Mollandin wuchs in Hadamar auf und begann seine sportliche Laufbahn beim Limburger HC, mit dem er 1982 Deutscher Vizemeister wurde. 1984 erreichten die Limburger den zweiten Platz in der Halle, bevor sie im gleichen Jahr ihren einzigen Titel im Freien gewinnen konnten; 1985 folgte der erste Hallentitel. Im Jahr 1987 wurde Mollandin mit dem SC 1880 Frankfurt Deutscher Vizemeister und 1989 Deutscher Meister. Am Ende seiner Karriere war Mollandin Spielertrainer beim Limburger HC.
Der Mittelfeldspieler siegte im Jahr 1982 bei der Juniorenweltmeisterschaft. Er debütierte 1984 in der deutschen Hockeynationalmannschaft. 1988 gehörte Mollandin zur siegreichen Mannschaft bei der Halleneuropameisterschaft. Bei den Olympischen Spielen 1988 kam Mollandin in zwei Spielen zum Einsatz und erhielt die Silbermedaille. Insgesamt wirkte Andreas Mollandin von 1984 bis 1990 in 61 Länderspielen mit, davon 10 in der Halle.